# Montagnes de Marbre
 (janvier 2025).
Si vous disposez d'ouvrages ou d'articles de référence ou si vous connaissez des sites web de qualité traitant du thème abordé ici, merci de compléter l'article en donnant les références utiles à sa vérifiabilité et en les liant à la section « Notes et références ».
Les montagnes de Marbre (vietnamien : Ngũ Hành Sơn, Chữ Hán : 五行山 ; litt. « montagnes des cinq éléments ») sont un ensemble de cinq collines de marbre et de calcaire situées dans le quartier de Ngũ Hành Sơn, au sud de la ville de Da Nang au Viêt Nam. Les cinq montagnes portent le nom des cinq éléments : Kim (métal), Thủy (eau), Mộc (bois), Hỏa (feu) et Thổ (terre).
Les cinq montagnes possèdent des tunnels et des grottes mais seul le mont Thủy dispose d'un accès pour monter jusqu'au sommet. Plusieurs sanctuaires bouddhistes se trouvent également dans les montagnes. Les grottes, tunnels et temples font de ce lieu une destination touristique.
La région est connue pour la sculpture sur pierre et l'artisanat de taille de pierre. L’extraction directe de roches dans les montagnes a été interdite[Quand ?] ce qui fait que les matériaux désormais utilisés proviennent de carrières de la province de Quảng Nam.
Les montagnes de Marbre ont reçu officiellement le certificat de relique nationale spéciale du ministère de la Culture, des Sports et du Tourisme vietnamien le 20 janvier 2019.

Vue depuis le sommet du mont Thủy.

## Guerre du Viêt Nam
Les montagnes étaient très proches de la base aérienne américaine de Marble Mountain pendant la guerre du Viêt Nam. Selon William Broyles Jr., les montagnes de Marbre abritaient un hôpital des Vietcongs, probablement à portée de voix de l'aérodrome américain et de la plage de Da Nang (qui bordait l'aérodrome du côté opposé aux montagnes). Il décrit l'ennemi comme ayant été si « certain de notre ignorance [...] qu'il avait caché son hôpital à la vue de tous ».

## Grottes bouddhistes et hindoues
Les montagnes de Marbre contiennent plusieurs grottes bouddhistes et hindoues. Un escalier de 156 marches mène au sommet de Thuy Son, la seule montagne de Marbre accessible aux visiteurs. Il permet une large vue panoramique sur les environs et les autres montagnes de Marbre. On y trouve un certain nombre de grottes, dont celles de Huyen Khong et de Tang Chon, ainsi que de nombreux sanctuaires hindous et bouddhistes, les temples de Tam Thai, Tu Tam et Linh Ung, et la pagode de Pho Dong. Les sanctuaires présentent des statues et des représentations en relief de scènes religieuses sculptées dans le marbre.

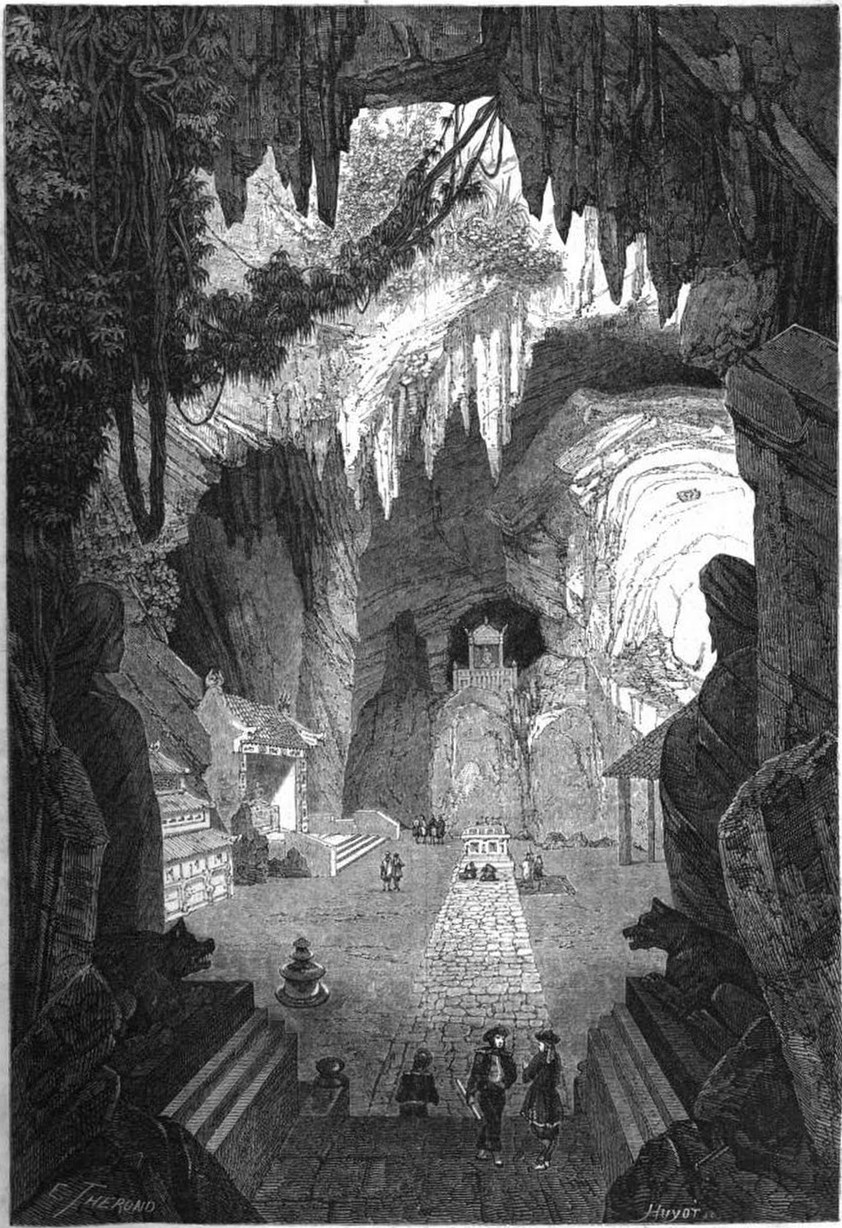
La grotte et ses petits temples en 1860. Lithographie d'Émile Thérond.
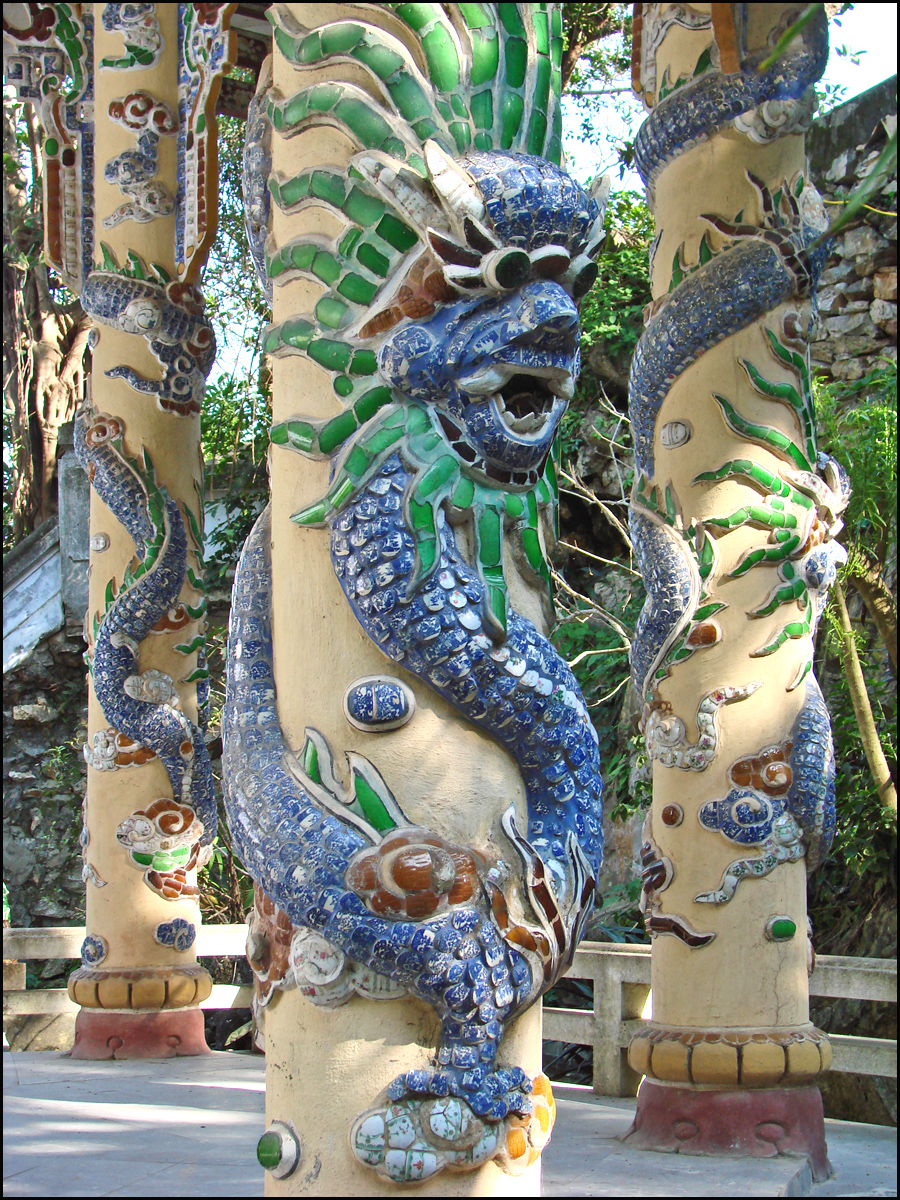
Dragon en mosaïque décorant un pilier à Thuy Son
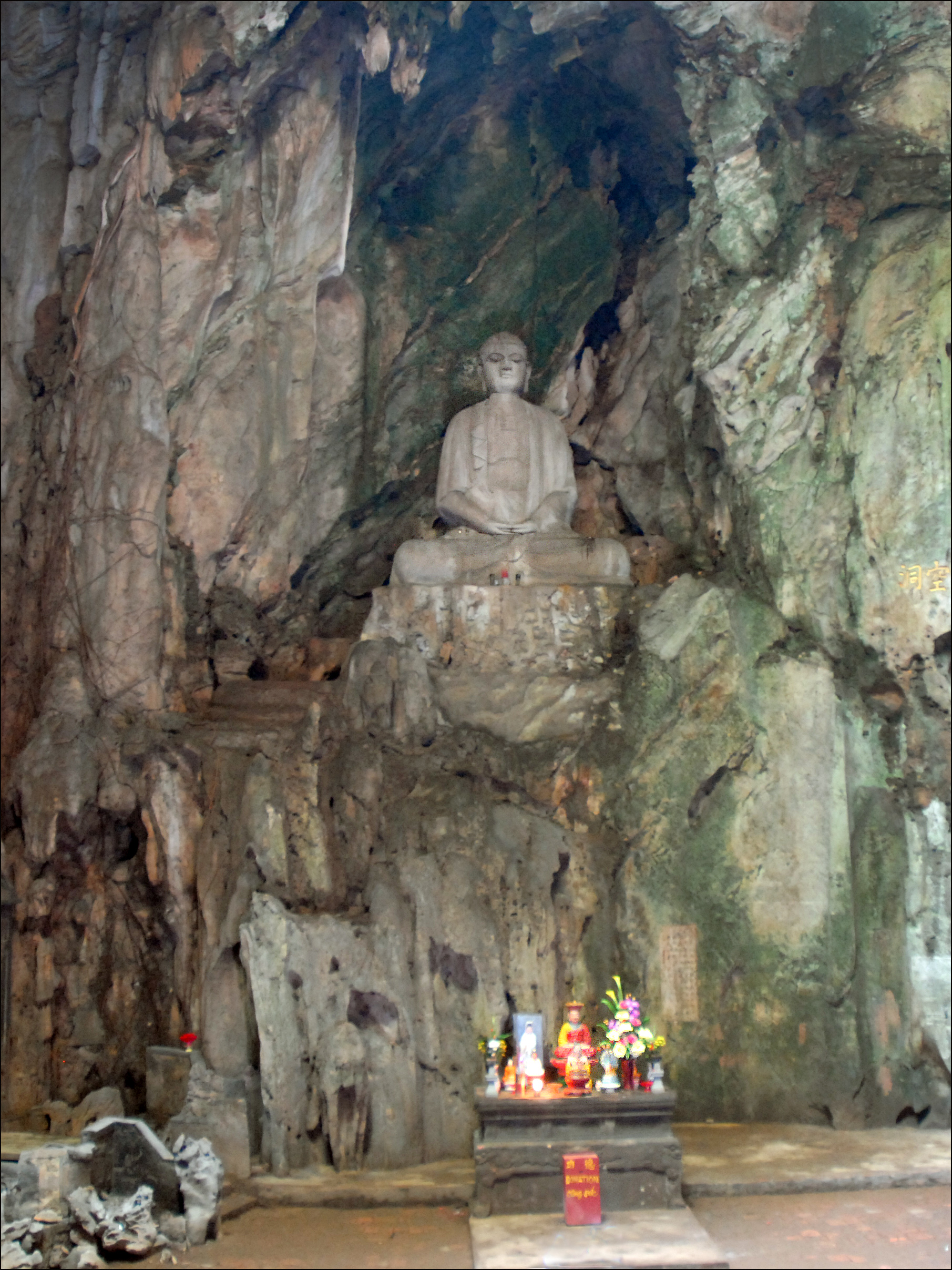
Grotte bouddhiste de Huyen Khong creusée dans les montagnes de Marbre
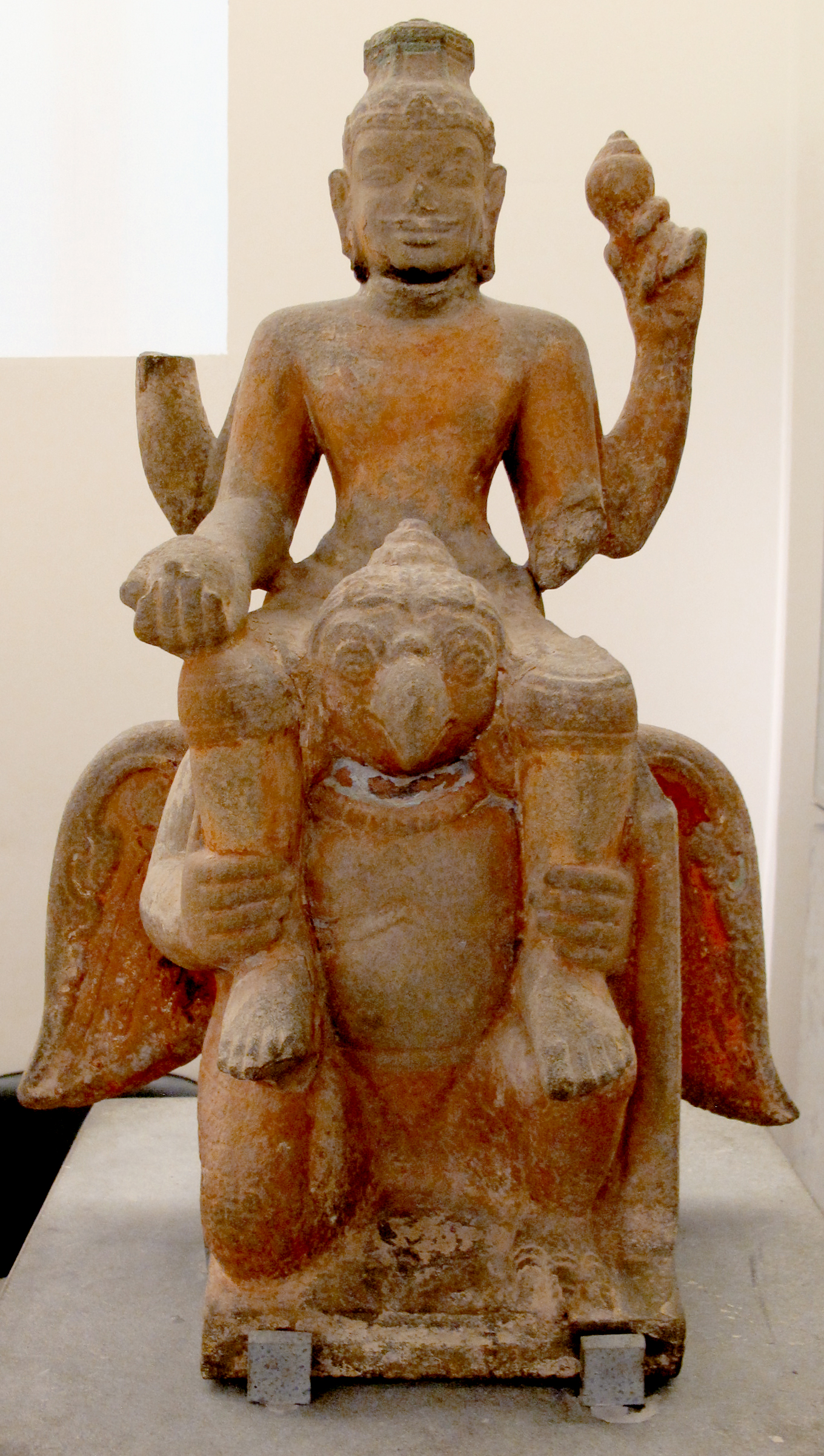
Vishnu sur Garuda, sculpture du Champa découverte à Ngu Hanh Son
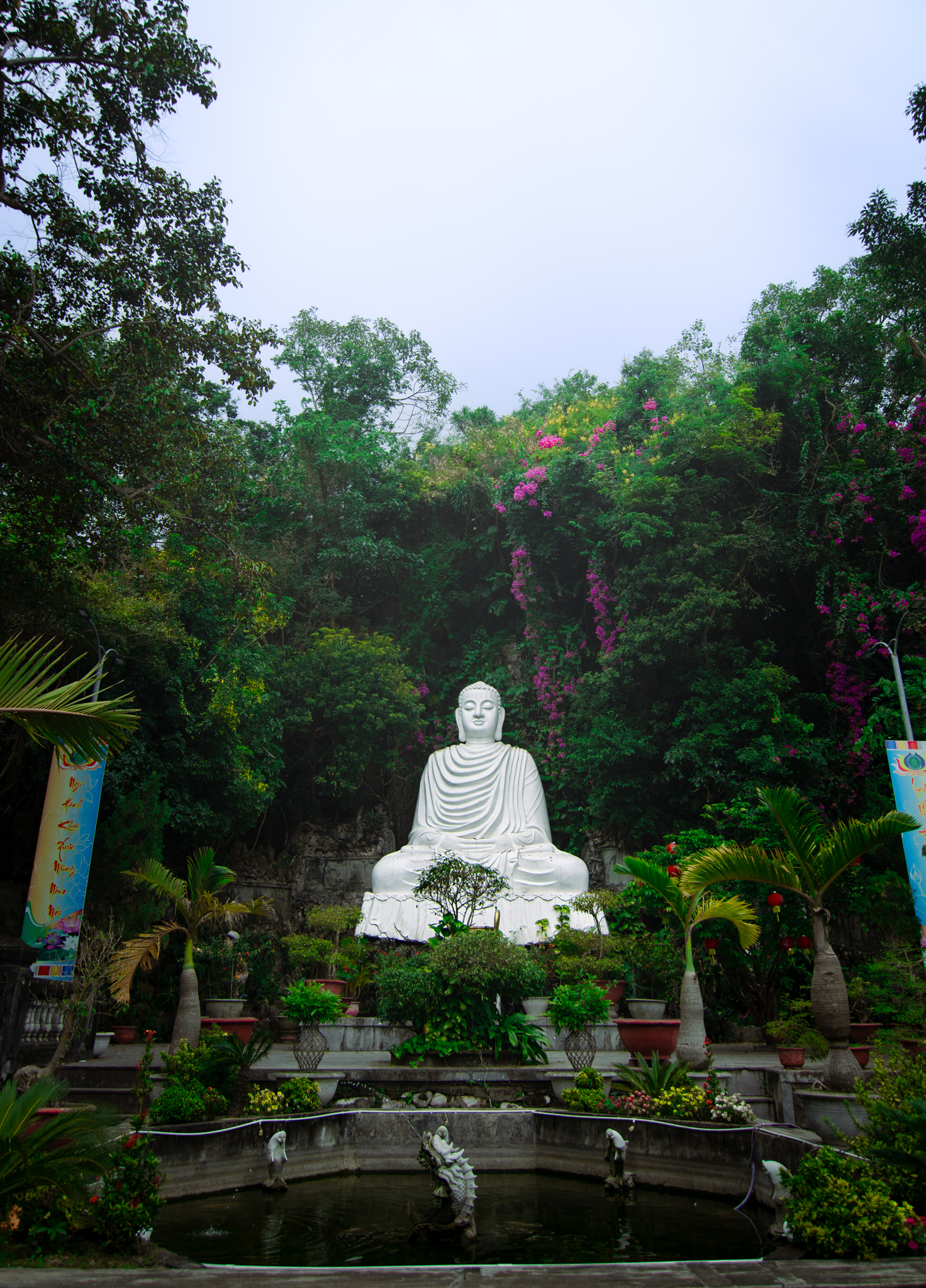
Statue de Bouddha